# Hundkäx
Hundkäx (Anthriscus sylvestris) (L.) Hoffm. är en allmänt förekommande växt som tillhör släktet småkörvlar (Anthriscus) och familjen flockblommiga växter (Apiaceae).

## Beskrivning
Hundkäx är en ganska storväxt (50 – 150 cm) bienn eller kortlivat flerårig ört med en kraftig, om än spröd, kraftigt grenad och ihålig stjälk. Stjälken är upprätt, fårad och nedtill hårig.
Blommorna är små, vita till gräddvita, och samlade i flera blomställningar som blommar i maj — juni.

Sammansatt (dubbel) flock.

Blomställningen är en dubbel flock sammansatt av 7 – 16 flockskaft som övergår till småflockar med 4 – 8 blommor. Hundkäx saknar allmänt svepe men har enskilt svepe av 3 – 7 svepeblad med håriga bladkanter. Blommor i allmänhet större i flockens utkant. Frukten är långsträckt, glänsande svartbrun, 8 – 10 mm och har ett kort spröt. Bladen är två till tre gånger parflikiga med en triangulär bladskiva som ofta uppfattas som grönglänsande. Bladskaften är ej ihåliga och hjärtformade. Roten är en något grenad 10 – 15 cm lång pålrot.

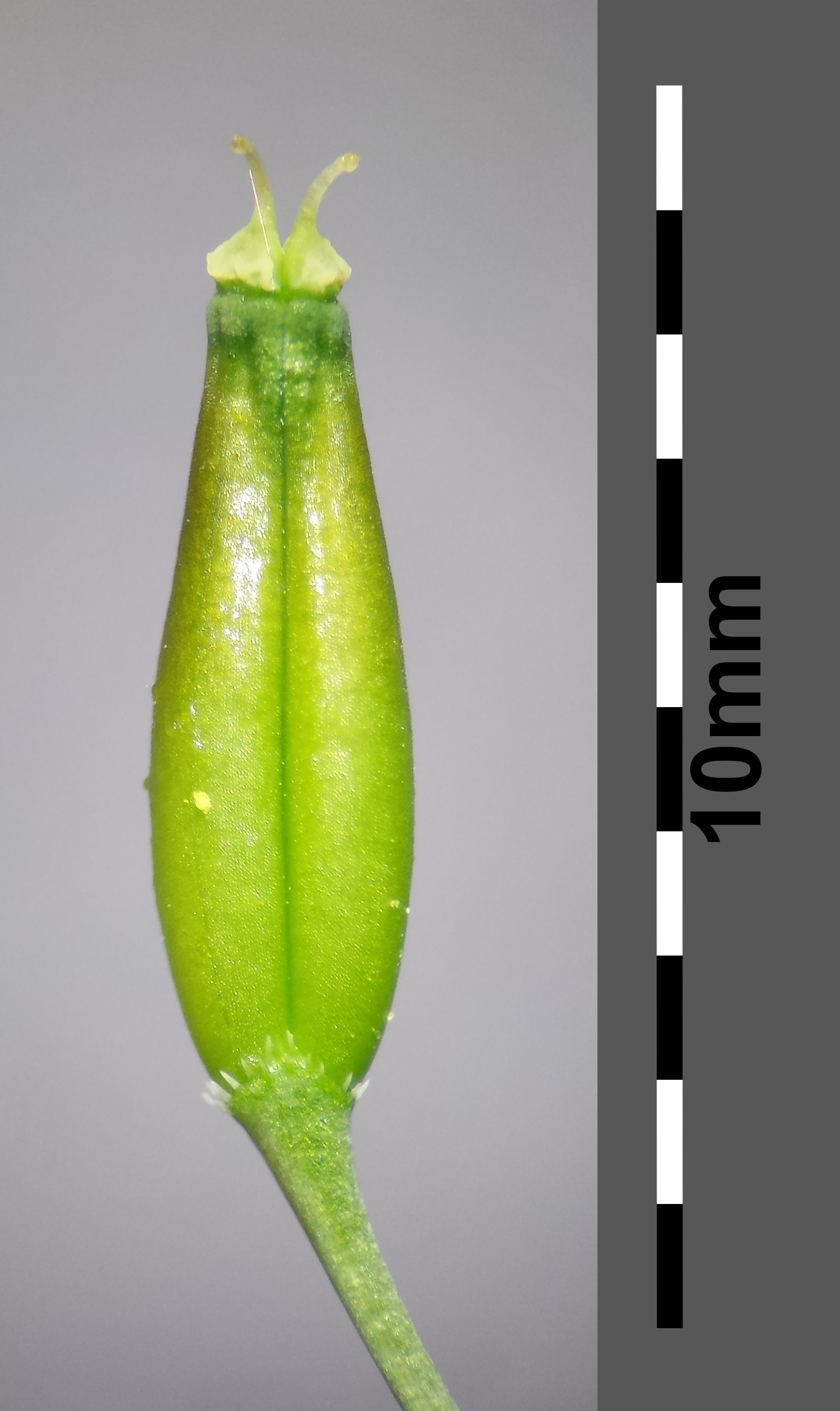
Omogen klyvfrukt. Lägg märke till hakarna i toppen och håren vid basen.

Många arter inom familjen flockblommiga växter kan uppfattas som svåra att skiljas åt, men ofta handlar det om att man måste känna till detaljer som skiljer. Hundkäx kan framförallt sammanblandas med spansk körvel (Myrrhis odorata), odört (Conium maculatum) samt vildpersilja (Aethusa cynapium). Spansk körvel skiljs enkelt från hundkäx på dess frukter som har fem vassa åsar till skillnad från hundkäxens släta frukter. Spansk körvel har även håriga blad som upplevs som grågröna. Odört skiljs genom sin stjälk som nedtill är kal, trind (rundad) och rödfläckig även om hundkäxen också kan ha en rödaktig (dock ej fläckig) stjälkbas. Odörten har både enskilt samt allmänt svepe, växer mest kring gårdar och annan ruderatmark samt har en omisskännelig, unken doft om man gnuggar bladen mellan fingrarna. Vildpersiljan skiljs enklast från hundkäxen genom sina långa, hängande enskilda svepeblad. Man kan även titta på bladen som hos vildpersiljan har ihåliga och runda bladskaft. Bladen luktar även svagt av lök om de krossas mellan fingrarna.

## Utbredning
Hundkäx förekommer vilt i hela Europa, norra Asien samt delar av nordvästra Afrika men är naturaliserad i Nordamerika och anges ofta som invasiv art i USA.
I Sverige förekommer hundkäx allmänt i hela landet och utgör den mest förekommande arten ur familjen flockblommiga växter. Stundtals går den till och med att återfinna ovanför trädgränsen, dock enbart tillfälligt.
I södra Norge når hundkäx upp till cirka 1 200 m ö h; i norra Norge upp till 300 m ö h.
I östligaste Asien övergår nominatformen till underarten semula. Gränslinje för detta är inlagd i utbredningskartan för norra halvklotet; se nedan.

### Utbredningskartor
- Norden
- Norra halvklotet

## Biotop

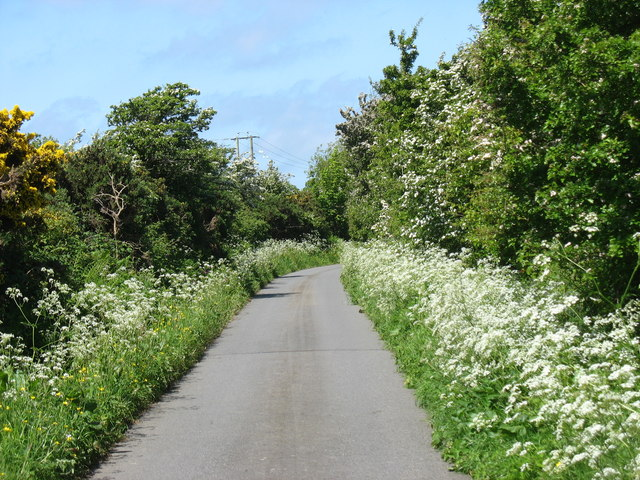
Habitat vid vägkant.

Hundkäx trivs på öppen, något fuktig och gärna näringsrik mark med mycket kväve såsom hagar, skogsbryn, vägkanter och diken. Även om den föredrar öppen mark med god solbelysning kan den ofta återfinnas i mer öppna lundar. Tack vare sin snabba tillväxt och möjlighet att sprida sig med hjälp av rhizom kan den ibland uppträda som ett envist ogräs i trädgårdar. Växten är även lätt att identifiera vintertid då dess vinterståndare reser sig ur snön med kvarsittande frön.

## Hundkäx och människan

### Växtfärgning
Hundkäx har länge används för växtfärgning och kan med modern krombeta användas för att färga ull från bronsgult till olivgrönt. Nyman anger att hela växten användes för att färga ull och lin gult med alunbeta eller lutbeta respektive, men att de outslagna blomställningarna gav bäst gul färg.. En dekokt av hundkäx tillsammans med kalk kunde också användas för att betsa trä gult.

### Föda
Det finns väldigt få historiska belägg från Sverige att hundkäxen skulle använts som föda i äldre tider trots att dess pålrot utgör en synnerligen god födokälla, särskilt i överlevnadssituationer. Försvarets överlevnadsskola har placerat hundkäx i listan över de 14 viktigaste vilda växterna i överlevnadssituationer, dels på grund av dess näringsvärde, dels för att den är rikligt förekommande över hela landet. I täta bestånd kan insamlingen av rötter uppnå till upp till 1 kg/kvm.
Anledningen till att hundkäxen aldrig kommit att kultiveras annat än i begränsade försöksodlingar i skottskogar är antagligen att dess pålrot smakar beskt, särskilt i de södra delarna av landet. Beskan kan dock avlägsnas genom 2 — 3 förvällningar, urlakning i asklutlösning i två timmar eller genom att hackas och kokas i 60 minuter i rikligt med vatten. När beskan avlägsnats smakar roten som en blandning mellan palsternacka och morot, två nära släktingar. 

#### Näringsinnehåll
Rotens näringsinnehåll enligt Källman :
| Vatten                   | 72,9 %     |           |
| Kolhydrater              | 558,3 g/kg | torrvikt  |
| Stärkelse                | 538,5 g/kg | torrvikt  |
| Protein                  | 41,0 g/kg  | torrvikt  |
| Glukos / Fruktos         | 18,1 g/kg  | torrvikt  |
| Sackaros                 | 1,7 g/kg   | torrvikt  |
| Askorbinsyra (C-vitamin) | 11,3 mg/kg | färskvikt |
| Fett                     | —          |           |

Aminosyraanalyser har visat på att halten av essentiella aminosyror är nära den i ägg, alltså mycket god.

### Kulturhistoria
”De vita hundlokorna med sitt skira blomflor blev ödestugans sista gardiner.” 
Ur dikten ”Multnande stuga” av Harry Martinson, 1953.
Hundkäxets kulturhistoria rör mest dess användning som färgväxt. Linné beskriver 1749 att allmogen i Skåne att blommorna samlades för sin förmåga att färga gult när de kokats med alun och Rothof beskriver 1762 att:  
”(...) många lass samlade och förde til Alingsås färgerie, hwarest hela gräset med Blomma, Blad och Stjälkar äro nytjade till färgning.” 
Bladen användes i Skåne och Halland i början av 1900-talet även till att färga ägg. Bladen lindades kring äggen som kokades i vatten med något färgämne tillsatt och när bladen avlägsnades från bladen fanns de vara vackert mönstrade. 
Uppgifter finns om att hundkäx tidigare var officinell, det vill säga en läkeväxt som förekom på apoteken, och även i senare tid finns uppgifter om att den skulle ha använts som medicinalväxt. Svanberg anger att hundkäx användes för att bota värk i pekfingrets yttersta led, så kallad kvesa, och att växten kallades kvesgräs.
Dess ihåliga stjälk har ibland använts torkad till pipskaft och för tillverkning av visselpipor av barn.

### Namn
Dess latinska artnamn kommer från latinets sylva som betyder ”skog”, troligen efter dess växtplats i skogsbrynen och ljusa lundar.
Hundkäx är känd under många lokala namn, ofta med nedsättande ton. Förleden hund- var förr ansett som starkt nedsättande.
| Namn                 | Trakt                               | Referens |
| -------------------- | ----------------------------------- | -------- |
|                      |                                     |          |
| Drottningens spetsar | Blekinge                            |          |
|                      |                                     |          |
| Hundfloka            | Medelpad, Österbotten               | [ 4 ]    |
| Hundkummin           | Hälsingland, Västerbotten, Lappland | [ 4 ]    |
| Hundkäxa             | Småland                             | [ 4 ]    |
| Hundslok             | Södermanland                        | [ 4 ]    |
| Hästkummin           | Halland                             | [ 4 ]    |
| Kvesgräs             | Ångermanland                        | [ 4 ]    |
| Rackkummin           | Dalarna                             | [ 4 ]    |
|                      |                                     |          |
| Spokter              | Göteborg                            | [ 5 ]    |

## Bilder

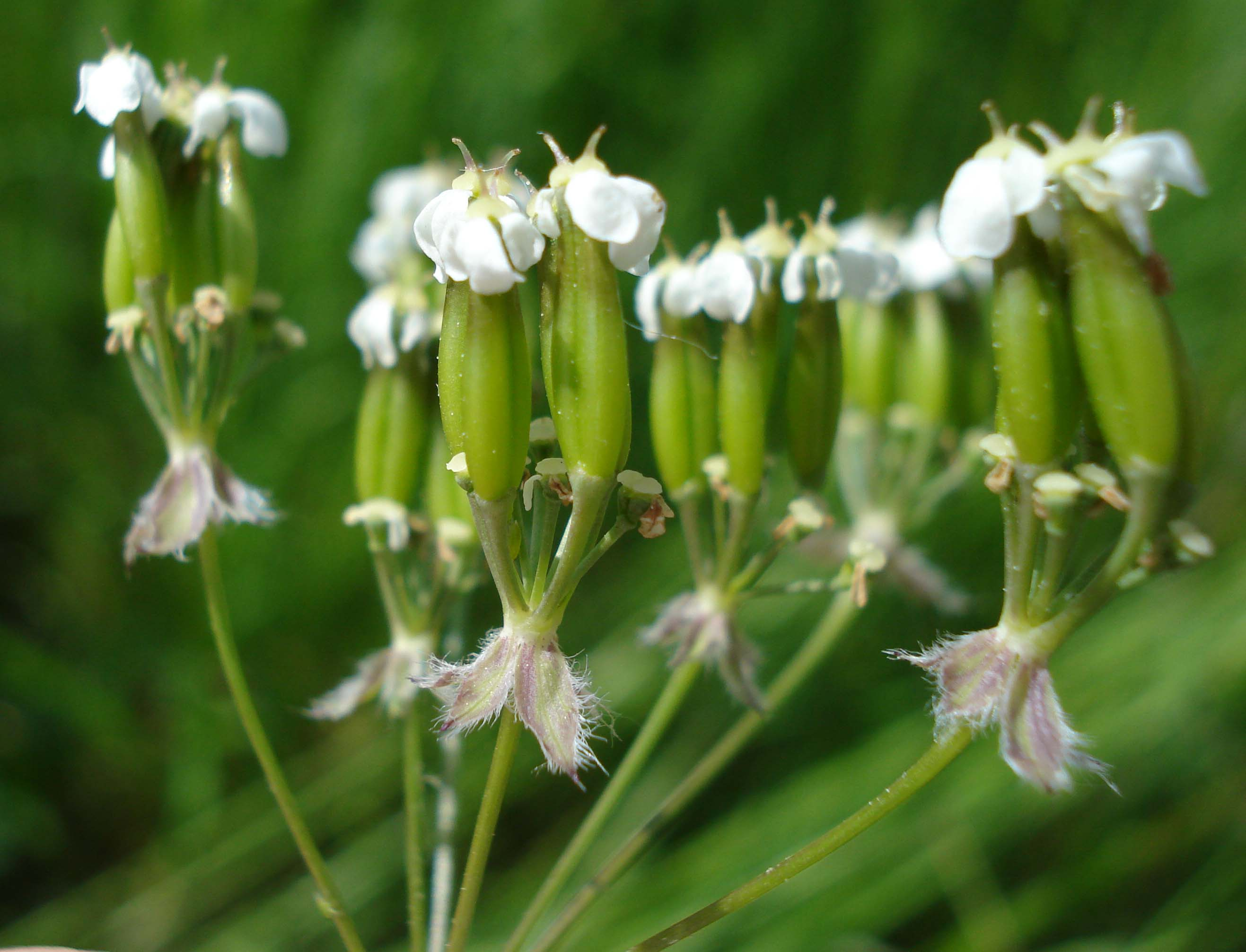
Snart överblommad
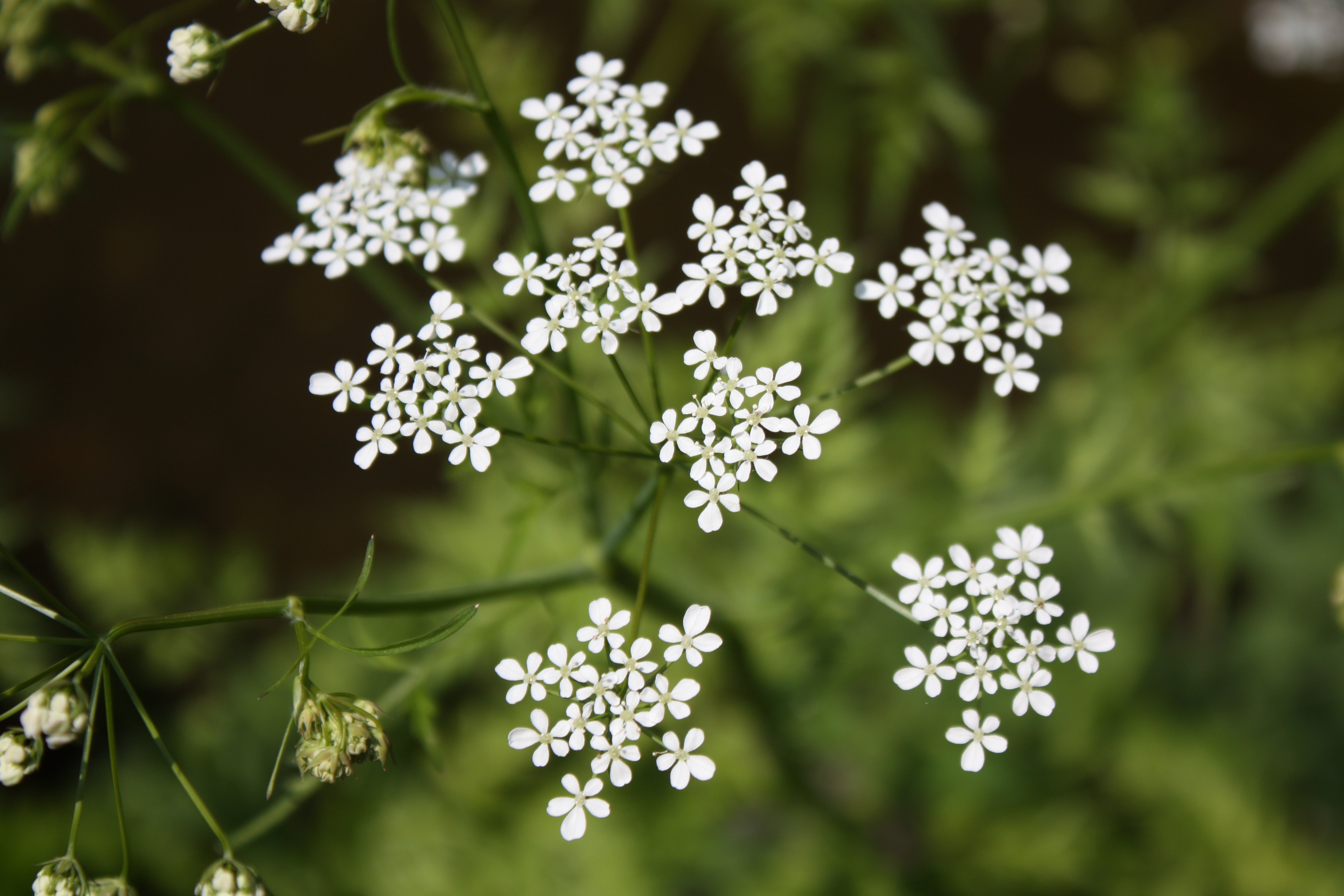

## Synonymer
- Anthriscus alpina (Vill.) Jord.
- Anthriscus candollei
Rouy & E.G.Camus
- Anthriscus chaerophyllea
(Lam.) Druce
- Anthriscus dissectus C.H.Wright
- Anthriscus dupontii Sennen
- Anthriscus elatior Besser
- Anthriscus entemedia Schur
- Anthriscus faurei Sennen
- Anthriscus graui Sennen
- Anthriscus intermedia Schur
- Anthriscus keniensis H.Wolff
- Anthriscus laevigata Griseb.
- Anthriscus mollis Boiss. & Reut.
- Anthriscus nemorosa
Baker & S.Moore nom. illeg.
- Anthriscus oliveri Sennen
- Anthriscus pilosa Schur
- Anthriscus procera Besser
- Anthriscus torquata Duby
- Anthriscus yunnanensis W.W.Sm.
- Carum sylvestre (L.) Baill.
- Caucalis aequicolorum All.
- Cerefolium sylvestre (L.) Besser
- Cerefolium tenuifolium Beck
- Chaerefolium sylvestre (L.)[Schinz
- Chaerophyllum affine
Steud. ex A.Rich.
- Chaerophyllum alpinum Vill.
- Chaerophyllum angulatum
Kit. ex Spreng.
- Chaerophyllum ateanum (Pau) Pau
- Chaerophyllum aureum var. asturicum Gand.
- Chaerophyllum cadonense
Schult. ex Steud.
- Chaerophyllum ghilanicum
Stapf & Wettst.
- Chaerophyllum infestum Salisb.
- Chaerophyllum lactescens
Rochel ex Steud.
- Chaerophyllum sylvestre L. Baseonym
- Chaerophyllum tumidum
Gilib. nom. inval.
- Myrrhis alpina Steud.
- Myrrhis sylvestris Spreng.
- Peucedanum dissectum (C.H.Wright) Dawe
- Ptychotis sylvestris Royle
- Scandix sylvestris Vest
- Selinum cicutaria E.H.L.Krause